# Saint-Riquier-ès-Plains
Saint-Riquier-ès-Plains – miejscowość i gmina we Francji, w regionie Normandia, w departamencie Sekwana Nadmorska.
Według danych na rok 1990 gminę zamieszkiwały 513 osoby, a gęstość zaludnienia wynosiła 82 osoby/km² (wśród 1421 gmin Górnej Normandii Saint-Riquier-ès-Plains plasuje się na 445. miejscu pod względem liczby ludności, natomiast pod względem powierzchni na miejscu 589.).